# Площадь Жака Картье
Площадь Жака Картье (фр. Place Jacques-Cartier) — площадь в историческом районе Старый Монреаль в городе Монреаль, Квебек.

## История
В 1723 году Филиппом Водрёй на этом месте был построен замок Водрей с садом, который сохранился в настоящее время на площади. Замок сгорел в 1803 году, сад не пострадал; достопочтенные Jean-Baptiste Durocher и Joseph Périnault предложили превратить это место в общественную площадь, известную как New Market Place. В 1809 году здесь был воздвигнут старейший общественный памятник Монреаля — колонна Нельсона. В 1847 году площадь была переименована в честь Жака Картье, исследователя и мореплавателя, положившего в 1535 году начало французской колонизации Северной Америки.

## Описание
Широкая площадь с рядами двумя деревьев в её середине спускается вниз от Монреальской ратуши и улицы Нотр-Дам до набережной и улицы Коммуны. Во время высокого туристического сезона на площади работает множество уличных художников и киосков. В рождественский сезон деревья на ней подсвечиваются. В любое время года здесь и на близлежащих улицах — Сен-Поль и Vieux Port, работает много ресторанов. Летом площадь является зоной, свободной от автомобилей.
Недалеко от площади находится парк Марсово поле с сохранившимся фундаментом крепости Монреаля. Ближайшая к площади станция метро Марсово поле — находится на Оранжевой линии монреальского метрополитена.